# Быков, Александр Михайлович (разведчик)
Александр Михайлович Быков (21.09.1923 — 16.05.1980) — разведчик 1-й отдельной гвардейской воздушно-десантной разведывательной роты (6-я гвардейская воздушно-десантная дивизия, 7-я гвардейская армия, 2-й Украинский фронт), гвардии сержант, участник Великой Отечественной войны, кавалер ордена Славы трёх степеней.

## Биография
Родился 21 сентября 1923 года в селе Огурцовка Купянского округа Харьковской губернии Украинской ССР (ныне Шевченковского района Харьковской области, Украина) в семье рабочего. Украинец. Окончил 7 классов, учился в школе фабрично-заводского обучения. Работал на заводе в городе Харьков.
В октябре 1941 года был призван в Красную Армию Чугуевским районным военным комиссариатом Харьковской области. С октября 1941 года участвовал в боях с захватчиками на Юго-Западном, с декабря 1942 года — на Сталинградском, с мая 1943 года — Степном фронтах. Был трижды ранен, после госпиталя возвращался в строй.
К декабрю 1944 года гвардии сержант Быков воевал разведчиком 1-й отдельной гвардейской воздушно-десантной разведывательной роты 6-й гвардейской воздушно-десантной дивизии (2-й Украинский фронт). Отличился в боях на территории Венгрии и Австрии.
18 декабря 1944 года в бою за населённый пункт Кирайтер (севернее города Будапешт, Венгрия) гвардии сержант Быков с группой разведчиков скрытно проник в тыл противника. Ударом с тыла разведчики ворвались в расположение противника, уничтожили несколько солдат, захватили в плен 5 солдат и офицера с пулемётом. Зачистив высоту, обеспечили продвижение пехоты. Продолжая наступление, обошёл деревню и ворвался в населённый пункт. В этом бою лично уничтожил 5 и захватил в плен 6 вражеских солдат. Разведчики удержали позиции до подхода нашей пехоты.
Приказом по частям 6-й гвардейской воздушно-десантной дивизии от 18 января 1945 года (№ 3/н) гвардии сержант Быков Александр Михайлович награждён орденом Славы 3-й степени.
25 января 1945 года в районе населённого пункта Солдины (Венгрия) гвардии сержант Быков с разведывательной группой проник в тыл врага с задачей захвата контрольного пленного. В бою лично истребил 9 вражеских солдат, и одного из трёх «языков» захватил в плен лично.
Приказом по войскам 7-й гвардейской армии от 15 марта 1945 года (№ 80/н) гвардии старший сержант Быков Александр Михайлович награждён орденом Славы 2-й степени.
В ночь на 9 апреля 1945 года, действуя на правом берегу реки Морава в районе населённого пункта Штильфрид (Австрия), гвардии сержант Быков с группой разведчиков пробрался в расположение врага, в завязавшемся бою лично уничтожил 11 вражеских солдат, одного взял в плен.
Указом Президиума Верховного Совета СССР от 15 мая 1946 года гвардии старший сержант Быков Александр Михайлович награждён орденом Славы 1-й степени. Стал полным кавалером ордена Славы.
В 1946 году А. М. Быков был демобилизован.
Вернулся на родину. Жил в посёлке городского типа Шевченково Харьковской области. Работал в органах Министерства внутренних дел, затем на железнодорожном транспорте, техническим работником в Шевченковской центральной районной больнице.
Умер 16 мая 1980 года. Похоронен на кладбище посёлка городского типа Шевченково Харьковской области.

## Награды
- Полный кавалер ордена Славы:
  - орден Славы I степени (15.05.1946);
  - орден Славы II степени (15.03.1945)[3];
  - орден Славы III степени (18.01.1945)[4];
- медали, в том числе:
  - «За оборону Сталинграда» (1.5.1944)
  - «За взятие Будапешта» (9.6.1945)
  - «За взятие Вены» (9.6.1945)
  - «В ознаменование 100-летия со дня рождения Владимира Ильича Ленина» (6 апреля 1970)
  - «За победу над Германией в Великой Отечественной войне 1941—1945 гг.» (9 мая 1945[5])

- - «20 лет Победы в Великой Отечественной войне 1941—1945 гг.» (7 мая 1965[6])
  - «30 лет Победы в Великой Отечественной войне 1941—1945 гг.»[7]
  - «50 лет Вооружённых Сил СССР» (26 декабря 1967[8])
- Знак «25 лет победы в Великой Отечественной войне» (1970)

## Память
- На могиле установлен надгробный памятник.
- Его имя увековечено в Главном Храме Вооружённых сил России, и навсегда запечатлено на мемориале памяти".